# Balingasag
Balingasag è una municipalità di terza classe delle Filippine, situata nella Provincia di Misamis Oriental, nella Regione del Mindanao Settentrionale.
Balingasag è formata da 30 baranggay:
- Balagnan
- Baliwagan
- Barangay 1 (Pob.)
- Barangay 2 (Pob.)
- Barangay 3 (Pob.)
- Barangay 4 (Pob.)
- Barangay 5 (Pob.)
- Barangay 6 (Pob.)
- Binitinan
- Blanco
- Calawag
- Camuayan
- Cogon
- Dansuli
- Dumarait

- Hermano
- Kibanban
- Linabu
- Linggangao
- Mambayaan
- Mandangoa
- Napaliran
- Quezon
- Rosario
- Samay
- San Francisco
- San Isidro
- San Juan
- Talusan
- Waterfall